# Silvia Avallone
Pour les articles homonymes, voir Avallone.
Œuvres principales
- D'acier (2010)

Silvia Avallone (née le 11 avril 1984 à Biella) est une écrivaine et poétesse italienne contemporaine.
D'acier, son premier roman, paraît en 2010 et remporte le prix Campiello Opera Prima. Il est adapté à l'écran par Stefano Mordini.

## Biographie

### Jeunesse et formation
Elle est née en 1984 à Biella, d'un père petit commerçant napolitain établi à Piombino où elle passe une partie de son adolescence, et d'une mère enseignante en primaire originaire du Piémont. Ses parents divorcent. Enfant unique, Avallone poursuit des études de lettres et de philosophie à Bologne. Elle se marie à un libraire. Ils habitent à Bologne.

### Carrière littéraire
Son premier recueil de poésie, Il libro dei vent’anni, paraît en 2007. Elle écrit également des nouvelles, éditées dans des revues littéraires,. D'acier (Acciaio), son premier roman, est édité en 2010 par Rizzoli. L'action se déroule à Piombino, cette ville ouvrière de Toscane où l'auteure a vécu. Silvia Avallone plonge ses héros dans les chaudrons d'une aciérie bien réelle de cette ville,l'aciérie Lucchini, qui employait plus de vingt mille ouvriers dans les années 1960 et qui en emploie deux mille aujourd'hui.
L'ouvrage se vend à 350 000 exemplaires en Italie et est traduit en plusieurs langues. Il remporte le prix Campiello Opera Prima et est finaliste du prix Strega,. En France, traduit chez Liana Levi par Françoise Brun, il reçoit le prix des lecteurs de L'Express et est élu « meilleur premier roman étranger » par la rédaction du magazine Lire. D'acier, l'adaptation cinématographique du roman, est réalisée par Stefano Mordini. En 2012, le film est présenté à la Mostra de Venise.
Son second roman, Marina Bellezza (it), paraît en 2013. L'année suivante, il est traduit en français par Françoise Brun et publié par Liana Levi,.
En 2018, paraît en France son troisième roman, La vie parfaite, aux éditions Liana Lévi. Elle y narre l'histoire croisée de deux femmes confrontées à la question de la maternité dans ce qu'elle appelle l'Italie périphérique.

## Œuvres
- 2007 : Il libro dei vent’anni (recueil de poésie)
- 2010 : D'acier (Acciaio)
- 2011 : Le Lynx (La lince)
- 2013 : Marina Bellezza
- 2018 : La vie parfaite
- 2020 : Un'amicizia; 2022 : Une amitié, traduction en français.
- 2024 : Cuore nero publié en français sous le titre Cœur noir, Liana Levi, 2025